# Hourcast
Hourcast ist eine Hard-Rock-Band, die 2004 in Boston gebildet wurde. Die Band veröffentlichte ihr Debütalbum State of Disgrace am 20. Juni 2006. Ihre erste Single Freeze wurde in den USA ebenfalls im Juni veröffentlicht. Das erste Musikvideo wurde von My Pet Skeleton produziert. 
Die Band hat bereits Touren mit Bands wie Godsmack, Sevendust und Breaking Benjamin und 30 Seconds to Mars gemacht. 

## Diskografie
- 2004: Hourcast (EP)
- 2006: State of Disgrace (Album)
- 2010: Dystopia (Album)